# علم الفيروسات

صورة مجهرية لأحد أنواع الفيروسات

علم الفيروسات وهو العلم المختص بدراسة الفيروسات غير المرئية وجينات الجسيمات الطفيلية المحاطة بغلاف بروتيني  والجسيمات الشبيهة بالفيروسات.
يركز علم الفيروسات على الجوانب التالية :
1. هيكلها وبناءها.
2. التصنيف.
3. التطور.
4. طريقة إصابتها للخلية العائل واستغلالها في إنتاج مادتها الوراثية في التكاثر.
5. تفاعلها مع وظائف خلية العائل والمناعة، والأمراض التي تسببها.
6. تقنيات العزل والزراعة، واستخدامها في البحث والعلاج، ويعتبر علم الفيروسات أحد فروع علم الاحياء الدقيقة (بالإنجليزية: microbiology) والطب.

## تعريف الفيروس
الفيروس جزيء صغير، يقدر بحوالي واحد على مليون من البوصة (17 إلى 300 نانومتر). الفيروسات هي أصغر بآلاف المرات من البكتيريا والبكتيريا أصغر بكثير من الخلايا البشرية. الفيروسات صغيرة جدًا لدرجة أن معظمها لا يمكن أن تُرى من خلال الميكروسكوب الضوئي إذ لابد من استخدام الميكروسكوب الإلكتروني.
يتركب جزيئي الفيروس من الآتي:
- الحمض النووي: وهو عبارة عن مجموعة من التعليمات الجينية إما أن تكون أشرطة ثنائية DNA أو فردية RNA
- غطاء من البروتين: يحيط ال DNA أو ال RNA لحمايته.
- غشاء نسيجي يحيط بغلاف البروتين (يوجد فقط في بعض أنواع الفيروسات مثل الإنفلونزا، هذه الأنواع تسمى الفيروسات المغلفة).

## البنية والتصنيف
إن الفرع الأساسي من مبحث الفيروسات هو تصنيف الفيروسات. يمكن تصنيف الفيروسات بناء على خلية العائل التي يتم نقل المرض إليها: فيروسات الحيوانات، فيروسات النباتات، فيروسات الفطريات والعاثيات حيث تشمل الفيروسات الأكثر تعقيدًا. هناك تصنيف آخر للفيروسات يعتمد على الشكل الهندسي للقفيصة (فهي عادة ما تكون لولبية أو عشرينية السطوح) أو على بنية وهيكلية الفيروس (كوجود أو انعدام غلاف الفيروس الليبيدي). يتراوح حجم الفيروسات من 30 نانومتر إلى 450 نانومتر، مما يعني أنه لا يمكن رؤيتهم بالمجهر الضوئي. قد ساعد المجهر الإلكتروني ومطيافية الرنين النووي ودراسة البلورات بالأشعة السينية على فهم ودراسة شكل وبنية الفيروسات. إن التصنيف الأكثر إفادة، والأكثر استعمالاً، يميز بين الفيروسات بناء على أساسين:
- أولًا: نوع الحمض النووي المستخدم كالمادة الوراثية.
- ثانيا: طريقة التنسيخ للفيروسات المستخدمة لإقناع الخلايا المضيفة «خلية العائل» إلى إنتاج المزيد من الفيروسات:

-فيروسات دي إن إيه مقسمة إلى فيروسات ذات الدنا ثنائي السلسلة وفيروسات ذات الدنا أحادي السلسلة
-فيروسات الحمض النووي الرايبوزي (مقسمة إلى فيروسات الحمض النووي الرايبوزي وحيدة الضفة ذات حس إيجابي، وفيروسات الحمض النووي الرايبوزي وحيدة الضفة ذات حس سلبي، وفيروسات الحمض النووي الرايبوزي ذات ضفة مزدوجة وهي الأقل شيوعًا).
- الفيروسات المنتسخة عكسياً (فيروسات ذات الدنا ثنائي السلسلة والفيروسات القهقرية).
يسجل أحدث تقرير صادر عن اللجنة الدولية لتصنيف الفيروسات (2005),5450 من الفيروسات، منظمة في أكثر من 2000 نوع، 287 جنساً و73 عائلة و3 رتب.
كما ودرس دارسي الفيروسات جزيئات الفيروس الصغيرة والكيانات المعدية لا سيما الصغيرة منها والتي هي أبسط من الفيروسات: أشباه الفيروسات (جزيئات الحمض النووي الرايبوزي الدائرية والمجردة (بالإنجليزية naked circular RNA) التي تصيب النباتات).
-جزيئات التابع بيولوجيا: هي جزيئات الحمض النووي الذي يحتوي على القفيضة أو ينقصها، وهذا النوع يتتطلب فيروس مساعد للعدوى والتكاثر).
-البريونات (بروتينات متواجدة على شكل مرضي وتحث البريونات الأخرى على اتخاذ نفس التشكل).
إن الأصناف في علم الفيروسات ليست بالضرورة أن تكون أحادية النمط الخلوي، وذلك لأن العلاقات التطورية لمجموعة الفيروسات المتنوعة لا تزال غير واضحة.

### هنالك ثلاث فرضيات تتعلق بأصل وجود الفيروسات وهي
1. نشأة الفيروسات من المواد غير الحية ربما بشكل أنزيم الحمض النووي الرايبوزي الذاتية التكاثر والمشابهة لأشباه الفيروسات.
2. نشأة الفيروسات من اختزال الجينوم الذي حدث في السابق، كأشكال الحياة الخلوية الأكثر اختصاصاً والتي أصبحت طفيليات للعائل والتي بعد ذلك فقدت وظائفها. من الأمثلة على هذة الطفيليات الدقيقة البدائية النوى: المفطورة والنانو اركيا (بالإنجليزية nanoarchaea).
3. نشأة الفيروسات من عناصر النقل الوراثية للخلايا مثل الجينات القافزة، ريترو ترانسبوزونس (بالإنجليزية retrotransposons) أو البلازميدات) التي أصبحت مغلفة في قفيصات بروتينية واكتسبت القدرة على «التحرر» من الخلية المضيفة وإصابة خلايا أخرى.
للفيروس المحاكي أهمية خاصة، فهو فيروس عملاق يصيب الاميبا ويشفر الكثير من الآلات الجزيئية المرتبطة تقليديا مع البكتيريا. فهل هو نسخة مبسطة من بدائيات النوى الطفيلية، أو أنه نشأ كفيروس مبسط اكتسب من مضيفه؟
مجال تطور الفيروسات (بالإنجليزية viral evolution)، يدرس تطور الفيروسات الذي يحدث في كثير من الأحيان مع تطور مضيفيهم.
في حين أن فيروسات تتكاثر وتتطور، إلا أنها لا تشارك في عملية الأيض، فلا تتحرك، وتعتمد على الخلية المضيفة للتكاثر. إن أكثر سؤال مثير للجدل هو ما إذا كانت الفيروسات على قيد الحياة أم لا؟ ولكن هذا التساؤل لا يؤثر على الواقع البيولوجي للفيروسات.

## الأمراض الفيروسية ودفاع الجسم العائل

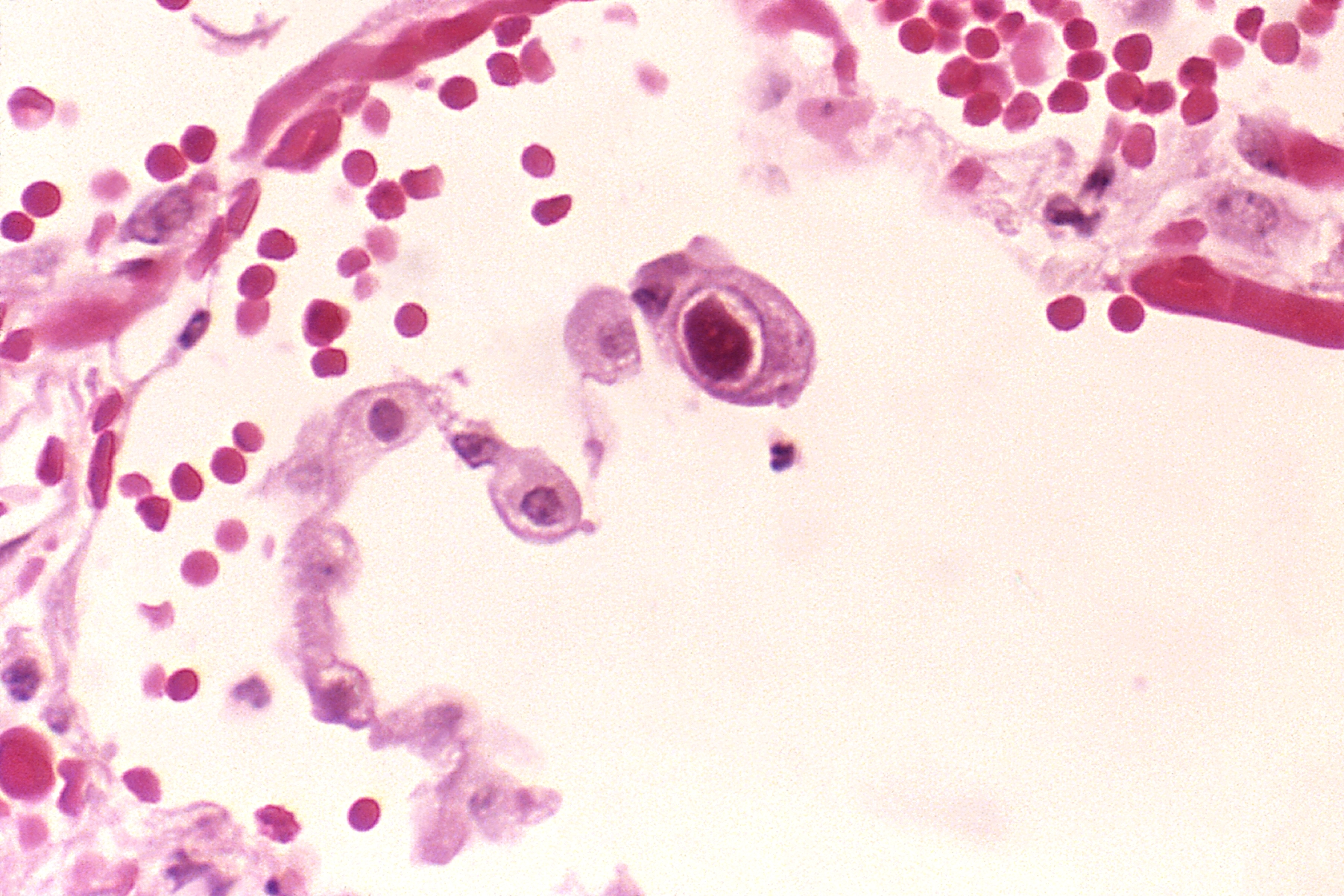
الفيروس هو ميكروب معدٍ يتكون من جزء من الحمض النووي (إما DNA أو RNA) محاط بغلاف بروتيني. لا يمكن للفيروس أن يتكاثر بمفرده؛ بل يجب أن يصيب الخلايا ويستخدم مكونات الخلية المضيفة لصنع نسخ من نفسه. غالبًا ما ينتهي الأمر بالفيروس بقتل الخلية المضيفة في هذه العملية، مما يتسبب في تلف الكائن المضيف.

إحدى الدوافع الرئيسية لدراسة الفيروسات هي حقيقة أنها تسبب العديد من الأمراض المعدية الهامة، من بينها الزكام والانفلونزا وداء الكلب والحصبة والعديد من أشكال الإسهال والتهاب الكبد وحمى الضنك والحمى الصفراء وشلل الأطفال والجدري ومرض الإيدز. فيروس الحلأ البسيط (الهربس البسيط) يسبب القروح الباردة والهربس التناسلي ناهيك عن أنه يجري التحقيق في احتمالية كونه عامل مؤثر في مرض الزهايمر.
بعض الفيروسات، المعروفة باسم الفيروس الورمي، تساهم في تطوير أشكال معينة من السرطان. وأفضل مثال مدروس في ذلك هو الارتباط بين فيروس الورم الحليمي البشري وسرطان عنق الرحم: تقريبا، جميع حالات سرطان عنق الرحم تسبب من قبل بعض سلالات هذا الفيروس الذي يتم انتقاله بالاتصال الجنسي. مثال آخر هو اجتماع العدوى بفيروسات التهاب الكبد B والتهاب الكبد C وسرطان الكبد.
كما تسبّب بعض الجزيئيات الفيروسية أمراضاً مثل اعتلالات الدماغ الإسفنجية المعدية، والتي تشمل كورو، مرض كروتزفيلد جاكوب واعتلال الدماغ الإسفنجي البقري (مرض «جنون البقر»)، الناجمة عن البريونات، ومرض التهاب الكبد الفيروسي د الذي يسببه (satellite virus).
بعض المصطلحات التي تتعلق بهذا الموضوع هي المرضية الفيروسية (بالإنجليزية viral pathogenesis) وهي دراسة الطريقة التي يسبب بها الفيروس المرض، إما حدة الجرثوم أو الفيروس، فهي الدرجة التي يسبب بها الفيروس المرض.
عندما يتم مواجهة فيروس من قبل الجهاز المناعي للفقاريات فإنه ينتج أجسام مضادة محددة لهذا الفيروس لإلغاء تأثيره أو تحديده لتدميره. الأجسام المضادة الموجودة في مصل الدم غالباً ما يتم استخدامها لمعرفة ما إذا كان الشخص قد تعرض لفيروس معين سابقاً ويتم معرفة ذلك عن طريق تجارب واختبارات مثل تقنية الإليْزا أو (المُقايَسَةُ الامْتِصاصِيَّةُ المَناعِيَّةُ للإِنْزيمِ المُرْتَبِط). التلقيحات تحمي من الأمراض الفيروسية، من خلال إجبارهم على إنتاج الأجسام المضادة. كما ويمكن استخدام الأجسام المضادة المحددة لهذا الفيروس، للكشف عن الفيروس مثل الجسم المضاد أحادي النسيل.
بالإضافة إلى ذلك فإنه يوجد طريقة أخرى تتبعها الفقاريات للحماية ضد الفيروسات ألا وهي باستخدام الخلايا المناعية المعروفة باسم الخلايا التائية حيث أن خلايا الجسم تعرض باستمرار شظايا قصيرة من البروتينات على سطح الخلية، وإذا ما تعرفت الخلية التائية على جزء فيروسي مشبوه هناك فإنه يتم تدمير الخلية العائلة وتكاثر الخلايا التائية المحددة لهذا الفيروس. من الجدير بالذكر أن بعض التطعيمات تتبع هذه الطريقة.
«تداخل الحمض النووي الريبوزي» هي آلية خلوية هامة موجودة في النباتات والحيوانات والعديد من حقيقيات النوى الأخرى، تطورت على الأرجح كوسيلة للدفاع ضد الفيروسات. هناك آلية معقدة من الأنزيمات المتفاعلة تقوم بالكشف عن جزيئات الحمض النووي الريبوزي المزدوجة (التي تحدث كجزء من دورة حياة العديد من الفيروسات)، ثم تنتقل إلى تدمير كافة جزيئات الحمض النووي الريبوزي الوحيدة التي تم اكتشافها.
كل مرض فيروسي قاتل يقوم بعرض مفارقة: من الواضح أن قتل الجسم العائل لا يعود بأي فائدة على الفيروس، فكيف ولماذا تطورت للقيام بذلك؟ من المعروف اليوم أن معظم الفيروسات حميدة نسبياً في الأجسام العائلة لها، بل قد تكون مفيدة أيضا. أما بالنسبة للأمراض الفيروسية القاتلة فيعتقد بأنها قد نتجت من انتقال الفيروس من فصيلة يكون حميد فيها إلى فصيلة أخرى غير معتادة عليه. على سبيل المثال، فإن الفيروسات التي تسبب الإنفلونزا الخطيرة في البشر تتخذ الخنازير والطيور كعائل طبيعي لها، كما ويعتبر فيروس نقص المناعة البشرية أنه يأتي من فيروس (SIV)، وهو فيروس حميد غير بشري.
في حين أنه كان من الممكن منع (بعض) الأمراض الفيروسية من خلال التطعيم لفترة طويلة، فإن تطوير الأدوية المضادة للفيروسات لعلاج الأمراض الفيروسية يعتبر تطور حديث نسبياً. كان أول هذه الأدوية الإنترفيرون، وهي المادة التي يتم إنتاجها بشكل طبيعي في الجسم عندما يتم الكشف عن العدوى بالإضافة إلى إنها تقوم بتحفيز أجزاء أخرى من الجهاز المناعي.

## أبحاث الأحياء الجزيئية في العلاج بالفيروسات
إن العاثيات (الفاجآت البكتيرية)، وهي الفيروسات التي تهاجم البكتيريا، قادرة على أن تنمو في البيئات البكتيرية على شكل ترسبات. إن هذه الفيروسات (الفاج) تعمل على نقل المادة الوراثية من خلية بكتيرية إلى خلية بكتيرية أخرى بما يُعرف بالانتقال الفيروسي (بالإنجليزية: transduction)،  وتعتبر هذه العملية، وهي عملية نقل الجينات الأفقي، واحدة من الأسباب التي جعلت الفيروسات من الأدوات المهمة التي أسهمت في تطور الأحياء الجزيئية. فالشيفر الوراثية، وطريقة عمل انزيم الحمض النووي الريبوزومي، ومكتبة الجينات (بالإنجليزية: Genetic libraries) والجينات معادة التركيب كلها كان لها دور في عمل الفيروسات مهاجمة البكتيريا. كذلك أن عناصر جينية خاصة بالفيروسات، مثل المحفز، عادة ما تستخدم في أبحاث الأحياء الجزيئية.
أما الفيروسات النامية داخل الحيوانات، فو من الصعب نموها خارج خلايا الكائن المضيف «العائل»، لذا تُستخدم أجنة بيض الدجاج لتنمية هذه الفيروسات، عن طريق حقن الفيروسات في الأغشية الجنينية.
وبما أن الفيروسات التي تهاجم الخلايا حقيقية النواة تحتاج نقل مادتها الوراثية إلى نواة الخلية المضيفة، فإنها تحتاج أدوات جذابة لتضيف جينات جديدة إلى المضيف (بما يعرف بالتحويل)، تستخدم الفيروسات القهقرية (بالإنجليزية: Retrovirus) المعدلة لهذا الهدف، حيث تقوم بحقن مادتها الوراثية في كروموسوم الخلية المضيفة.
إن هذا النهج في استخدام الفيروسات كناقلات جينية يعد وسيلة ساعية للعلاج الجيني لكثير من الأمراض الوراثية، ولكن المشكلة الواضحة التي يجب التغلب عليها في مجال العلاج الجيني الفيروسي هي منع التحويل أو انتقال الفيروس من قِبل الجهاز المناعي للكائن المضيف.
العلاج بالعاثية (العلاج بالفيروسات مهاجمة البكتيريا)، وهو استخدام الفاجآت لعلاج الأمراض البكتيرية، كانت من المواضيع المشهورة للبحث فيها قبل اكتشاف المضادات الحيوية وحديثا عادت كاهتمام للباحثين.
الفيروسات حالة الورم (بالإنجليزية: Oncolytic virus)، وهي الفيروسات التي تصيب جدار الخلايا السرطانية. بينما أن الجهود الحديثة لتوظيف هذه الفيروسات في مجال علاج الأمراض السرطانية، كان هناك تقارير عام 2005 و 2006 محفزة لنتائج تمهيدية.

## استخدامات أخرى للفيروسات

### الفيروسات في الدراسات البيولوجية
استخدمت الفيروسات بسبب ميزتها في كونها أنظمة بسيطة في كثير من الدراسات في الأحياء حيث يمكن استخدامها للتلاعب والتحقيق في وظائف الخلايا وقد استخدمت الفيروسات على نطاق واسع في مجال الأبحاث الوراثية وفهم الجينات وتكرار الحمض النووي والنسخ وتشكيل الحمض النووي الريبي والترجمة وتشكيل البروتين وأساسيات علم المناعة.

### الفيروسات واللقاحات
حيث يتم إعطاء الأشخاص لقاحات تحتوي على فيروسات ضعيفة أو جزء من الفيروس حيث يقوم الجسم بتشكيل مناعة ضد الفيروس والتعرف عليه ومهاجمته في حال دخوله إلى الجسم مرة أخرى.

### الفيروسات في الزراعة
حيث يتم استخدام الهندسة الوراثية والتعديل على الجينات لتعديل الجينات التي سوف تقوم النباتات أو الحيوانات بحملها، ويتم استخدام الفيروسات كناقلات لحمل الجينات المعدلة وراثياً وإدخالها للنباتات أو الحيوانات لجعلها أكثر إنتاجا.

### الفيروسات في تكنولوجيا النانو
تعتمد تكنولوجيا النانو على استخدام الكائنات المجهرية ولها الكثير من الاستخدامات في مجال الأحياء والطب وفي مجال الهندسة الوراثية حيث يتم استخدام الفيروسات كناقلات للجينات المعدلة لداخل الخلايا المستهدفة.

## تاريخ علم الفيروسات
ظهرت كلمة فيروس في 1599 وفي الأصل تعني «السم».
وقد تم تطوير نموذج مبكر جداً من التطعيم المعروف باسم تجدير (بالإنجليزية variolation) منذ عدة آلاف السنين في الصين. أنه ينطوي على تطبيق المواد من يعانون من مرض الجدري من أجل تحصين الآخرين. في عام 1717 لاحظت السيدة ماري ورتلي مونتاجو (بالإنجليزية ماري وورتلي مونتاغيو) التطعيم في إسطنبول وحاولت تعميم ذلك في بريطانيا، ولكن واجهت مقاومة كبيرة. في عام 1796 وضعت إدوارد جينر طريقة أكثر أماناً، وذلك باستخدام جدري البقر لتحصين صبي صغير ضد الجدري بنجاح، واعتمدت هذه العملية (التطعيم) على نطاق واسع. تبع ذلك التطعيم بعد ذلك ضد الأمراض الفيروسية الأخرى، بما في ذلك التلقيح ضد داء الكلب الناجح الذي قام به لويس باستور في عام 1886. ومع ذلك، كانت طبيعة الفيروسات ليست واضحة لهؤلاء الباحثين. في عام 1892، استخدم عالم الأحياء الروسي ديمتري إيفانوفسكي فلتر شامبرلان (بالإنجليزية مصفاة شمبرلند) في محاولة عزل البكتيريا التي تسبب مرض تبرقش التبغ (بالإنجليزية tobacco mosaic disease) وأظهرت تجاربه أن مستخلصات الأوراق المسحوقة من نباتات التبغ المصابة بقيت معدية بعد الترشيح.
ذكرت انفانوفيسكي أن المواد الدقيقة المعدية أو السم، قادرة على اجتياز الفلتر، ويمكن أن يتم إنتاجها من قبل البكتيريا.
في عام 1898 كررت مارتينوس بايرينك عمل إيفانوفسكي لكنها ذهبت إلى أبعد من ذلك واجتازت «وكيل ترشيح» من مصنع إلى آخر، وجدت العمل كاملاً غير منقوص، وتم الوصول إلى أنه الفيروسات المعدية تتضاعف في الكائن المضيف، وبالتالي ليست مجرد مادة سامة (بالإنجليزية ذيفان)، سماه كنتيوم فيم فلديم (بالإنجليزية contagium vivum fluidum) والسؤال عما إذا كان هو عامل أو جسيم لا يزال مفتوحاً؟
في عام 1903 اقترح لأول مرة أن تبادل المادة الوراثية (التنبيغ) (بالإنجليزية transduction) عن طريق الفيروسات قد تسبب السرطان. في عام 1908 أظهر بانج وإيليرمان أن فيروس ترشيح يمكن أن ينقل سرطان الدم في الدجاج، هذه البيانات تم تجاهلها إلى حد كبير حتى 1930 عندما أصبح سرطان الدم يعتبر سرطاناً. في عام 1911 ذكرت بيتن الروس (بالإنجليزية Peyton Rous) نقل ساركوما الدجاج، والأورام الصلبة، مع الفيروس، وبالتالي «روس» أصبح الأب من فيروسات الورم. كان يسمى الفيروس في وقت لاحق روس ساركوما فيروس (1) (بالإنجليزية Rous sarcoma virus 1) ويفهم أن يكون الفيروس الارتجاعي. ومنذ ذلك الحين تم وصف العديد من الفيروسات الأخرى المسببة للسرطان.
في عام 1911 تم ملاحظة وجود الفيروسات التي تصيب البكتيريا (فاجات البكتيريا) لأول مرة من قبل فريدريك تورت، ومن قبل فيليكس دهيريل في عام 1917 بشكل مستقل. ويمكن أن تنمو البكتيريا بسهولة في البيئة أدى ذلك إلى انفجار أبحاث علم الفيروسات.
وكان سبب وباء الإنفلونزا الأسبانية (بالإنجليزية Spanish flu) المدمر عام 1918 غير واضحا في البداية. في أواخر عام 1918، أظهر العلماء الفرنسيين أن «فيروس مرشح» يمكن أن ينقل المرض إلى البشر والحيوانات، والوفاة فرضيات كوخ.
في عام 1926تبين أن الحمى القرمزية تسببها بكتيريا بالعدوى عن طريق جراثيم معينة.
في حين أن الفيروسات النباتية والبكتيريا يمكن زراعتها بسهولة نسبية، الفيروسات الحيوانية تتطلب عادة الحيوانات الحية المضيفة، مما يعقّد دراستهم بشكل هائل. في عام 1931 تبين أن فيروس الانفلونزا يمكن أن يزرع في بيض الدجاج المخصبة، وهي الطريقة التي لا تزال تستخدم اليوم لإنتاج اللقاحات. وفي عام 1937، نجح ماكس تيلر في تنمية فيروس الحمى الصفراء في بيض الدجاج وإنتاج لقاح من سلالة فيروس مخفف هذا اللقاح أدّى إلى إنقاذ ملايين الأرواح وما زالت تستخدم حتى هذا اليوم. ماكس ديلبروك، باحث هاما في مجال فيروس فاج البكتيريا وصف اساسيات «دورة الحياة» للفيروس عام 1937: حيث أنه بدلاً من «النمو»، يتم تجميع جسيمات الفيروس من القطع المكونة لها في خطوة واحدة. وفي نهاية المطاف فإنه يترك الخلية المضيفة لإصابة خلايا أخرى. وأظهرت التجربة هيرشي تشيس (بالإنجليزية Hershey–Chase experiment) في عام1952 أن فقط الحمض النووي منقوص الأكسجين (بالإنجليزية DNA) والبروتين لا يدخلا الخلية البكتيرية في عدوى فيروس فاج البكتيريا ت2 (بالإنجليزية bacteriophage T2) وصفت تنبيغ (تبادل المادة الوراثية) (بالإنجليزية transduction) البكتيريا عن طريق فيروس فاج البكتيريا لأول مرة في العام نفسه. وفي عام 1949 جون ف. اندرز، توماس ويلر وفريدريك روبينز (بالإنجليزية Frederick Robbins) قاموا بدراسة نمو فيروس شلل الأطفال في الخلايا الجنينية (بالإنجليزية embryonal) البشرية المستزرعة، وهو المثال المهم الأول على الفيروسات الحيوانية التي نمت خارج الحيوانات أو بيض الدجاج. تم بمساعدة جوناس سالك في اشتقاق لقاح شلل الأطفال من فيروسات شلل الأطفال المعطل وقد تبين أن هذا اللقاح فعالاً في عام 1955.
فيروس تبرقش التبغ هو أول فيروس يمكن أن يبلور بالإنجليزية (بلورةized) وبالتالي يمكن توضيح هيكله بالتفصيل وهو الفيروس الذي كان قد دُرس في وقت سابق من قبل إيفانوفسكي وبجيرنك في عام 1935، توصّلت وندل ستانلي إلى التبلور للمجهر الإلكتروني (بالإنجليزية مجهر إلكتروني) وبينت أنه لاتزال نشطة حتى بعد التبلور.
تم الحصول على صور واضحة حيود الأشعة السينية للفيروس المتبلور بواسطة برنال وفنكوشن في عام 1941. واستناداً إلى هذه الصور، اقترحت روزاليند فرانكلين الهيكل الكامل لفيروس تبرقش التبغ في عام 1955أيضاً في عام 1955
أظهر هاينز فرانكل كونرات وروبلي وليامز (بالإنجليزية Robley Williams) أن تنقية (حمض نووي ريبوزي TMV) والبروتين المغلفة (بالإنجليزية capsid) لها يمكن أن يتم لها تجميع ذاتي في الفيريون الفعالة، مما يشير إلى أن يتم استخدام آلية التجمع أيضا داخل الخلية المضيفة، كما اقترح ديلبروك في وقت سابق.
من 1950-1960، تشيستر م ساوثام، الباحث الرائد في عالم الفيروسات والسرطان، حقن مرضى السرطان، والأصحاء، والسجناء من سجن أوهايو (بالإنجليزية Ohio Penitentiary) مع الخلايا السرطانية هيلا من أجل مراقبة إذا السرطان يمكن أن ينتقل، بالإضافة إلى ذلك آملاً في خلق لقاح للسرطان، لاوحظ إذا كان هذه المجموعة من الأشخاص يمكن أن تصبح محصنة ضد السرطان عن طريق تطوير الاستجابة المناعية المكتسبة؟ وكانت هذه التجربة مثيرة للجدل، حيث كانت مجموعة مرضى السرطان غير مدركين أنهم حقنوا بخلايا سرطانية.